# Conferencia teológica ortodoxo-católica de América del Norte
La Conferencia teológica ortodoxo-católica de América del Norte es una conferencia permanente de ecuménico que se reúne semestralmente desde su fundación en 1965 bajo los auspicios del Comité de asuntos ecuménicos e interreligiosos de la Conferencia de los Obispos Católicos de Estados Unidos y la «Conferencia permanente de Obispos Ortodoxos Canónicos de las Américas» (SCOBA). Trabaja conjuntamente con el Comité Conjunto de Obispos Ortodoxos y Católicos, que se reúne anualmente desde 1981.